# Le Promeneur du Champ-de-Mars
Pour plus de détails, voir Fiche technique et Distribution.
Le Promeneur du Champ-de-Mars est un film français de Robert Guédiguian sorti en salle le 16 février 2005. Il s'agit d'une adaptation cinématographique du roman Le Dernier Mitterrand, de Georges-Marc Benamou.

## Synopsis
Le film retrace la fin de la vie de François Mitterrand, ses dernières semaines à L'Élysée, puis lorsqu’il disposait d’un logement de fonction  au 9, avenue Frédéric-Le-Play (7e arrondissement de Paris) et avait donc l’occasion de se promener dans le Champ-de-Mars tout proche.

## Fiche technique
- Titre : Le Promeneur du Champ-de-Mars
- Réalisation : Robert Guédiguian
- Scénario : Gilles Taurand, Georges-Marc Benamou, adapté du roman Le Dernier Mitterrand, de Georges-Marc Benamou
- Production : Frank Le Wita et Marc de Bayser pour Film oblige, Agat Films & Cie - Ex Nihilo et Arte

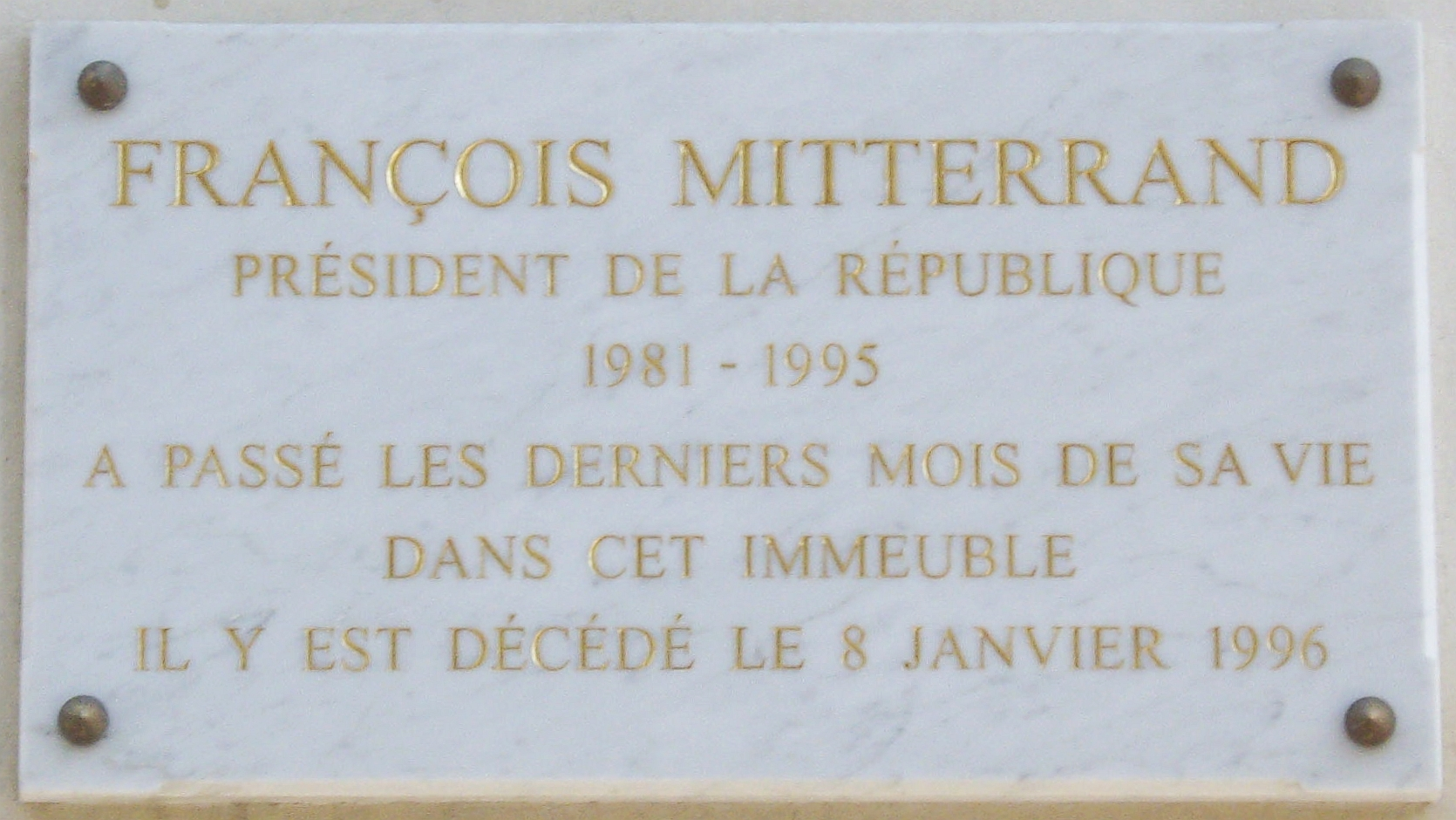
Plaque du 9, avenue Frédéric-Le-Play.

- Budget de production : 3 668 360 euros[1]

- Pays d'origine :  France
- Format : couleur - 1:1,66
- Son : Dolby - Format 35 mm
- Genre : historique, biographique
- Durée : 117 minutes
- Date de sortie : 16 février 2005 ( France)

## Distribution
- Michel Bouquet : Le président (son nom n'est jamais prononcé dans le film)
- Jalil Lespert : Antoine Moreau
- Philippe Fretun : Docteur Jeantot
- Anne Cantineau : Jeanne
- Sarah Grappin : Judith
- Catherine Salviat : Mado, la mère de Jeanne
- Jean-Claude Frissung : René, le père de Jeanne
- Philippe Le Mercier : Fleury, le garde du corps
- Serge Kribus : Riou, le chauffeur
- Jean-Claude Bourbault : le libraire
- Grégoire Oestermann : Garland
- Béatrice Bruno : Thérèse Manicourt
- Philippe Lehembre : Chazelles
- Istvan Van Heuverzwyn : Deletraz
- Rémy Darcy : Ladrière
- Christèle Tual : la femme de l'agence immobilière
- Agathe Dronne : la visiteuse
- Antoine Mathieu : le visiteur
- Simon Bonnel : l'huissier
- Geneviève Casile : Simone Picard
- Gisèle Casadesus : la sœur de Simone Picard
- Marc Bordure : le voisin

## Production

### Lieux de tournage
Sauf indication contraire, les informations mentionnées dans cette section peuvent être confirmées par le générique de fin de l'œuvre audiovisuelle présentée ici, ainsi que par la base de données cinématographiques IMDb,  présente dans la section « Liens externes ».
Le film a été tourné :
- Au château de Champs-sur-Marne en Seine-et-Marne[2]
- À Oignies dans le Pas-de-Calais :
  - À la fosse n° 9 - 9 bis des mines de Dourges.
  - Dans la rue des Magnolias.
- À la basilique Saint-Denis à Saint-Denis en Seine-Saint-Denis.
- À Paris :
  - Dans la rue des Cascades dans le 20e arrondissement.
  - Au square de la Place-des-Martyrs-Juifs-du-Vélodrome-d'Hiver dans le 15e arrondissement.
  - Au Champ-de-Mars dans le 7e arrondissement.
- À Rochefort-en-Yvelines dans les Yvelines.
- Dans le hameau de Petit-Fort-Philippe à Gravelines dans le Nord.
- À Vichy :
  - Au casino.
  - Au parc des sources.
  - Sur les rives de l'Allier.
- À Jarnac en Charente.
- À Chartres, vue aérienne de la cathédrale[Note 1].

## Accueil

### Accueil critique
Sur l'agrégateur américain Rotten Tomatoes, le film récolte 50 % d'opinions favorables pour 6 critiques.
En France, le site Allociné propose une note moyenne de 3,7⁄5 à partir de l'interprétation de critiques provenant de 28 titres de presse.

## Distinctions[5]

### Récompense
- César du meilleur acteur en 2006 pour Michel Bouquet

### Nominations et sélections
- Ours d'or au Festival international du film de Berlin en 2005
- César de la meilleure adaptation en 2006 pour Gilles Taurand et Georges-Marc Benamou

## Autour du film
- Le président possède dans son bureau une maquette à échelle réduite d’un Westland Lysander, sur laquelle il attire l’attention d'Antoine Moreau en souvenir de ses actions de Résistance.